# Plaza Consistorial (Pamplona)
La plaza Consistorial es una plaza que está situada en el corazón del Casco Antiguo de Pamplona. Como su nombre indica, en ella se encuentra el ayuntamiento de la ciudad. Además, en la plaza se unen las calles Santo Domingo y Mercaderes.

## Historia
La plaza tiene su origen en la Edad Media. El rey Carlos III, queriendo hacer terminar las riñas entre los burgos de Pamplona (Navarrería, San Nicolás y San Cernin), hizo público el Privilegio de la Unión en 1423. Por medio de este tratado, las tres jurisdicciones urbanas se reunieron en un único municipio, bajo escudo de armas e impuestos únicos. Esa orden, al mismo tiempo, ordenó la destrucción de los límites físicos entre los tres burgos, aunque las murallas no desaparecieron.
Con el paso del tiempo se olvidaron esos conflictos. En el campo situado entre los tres burgos, donde se encuentra la actual plaza, se construyó el Ayuntamiento de Pamplona. En 1585 se abrió entre San Nicolás y San Cernin la Calle Nueva.

## Sanfermines
La plaza es conocida internacionalmente por los Sanfermines. La plaza es escenario del inicio de las fiestas el día 6 de julio al mediodía con el chupinazo y también del final de las mismas con el "Pobre de mí", canción que despide las fiestas el 14 de julio a las 12 de la noche. Además, los encierros que se celebran cada mañana por las calles de la ciudad pasan por la plaza.

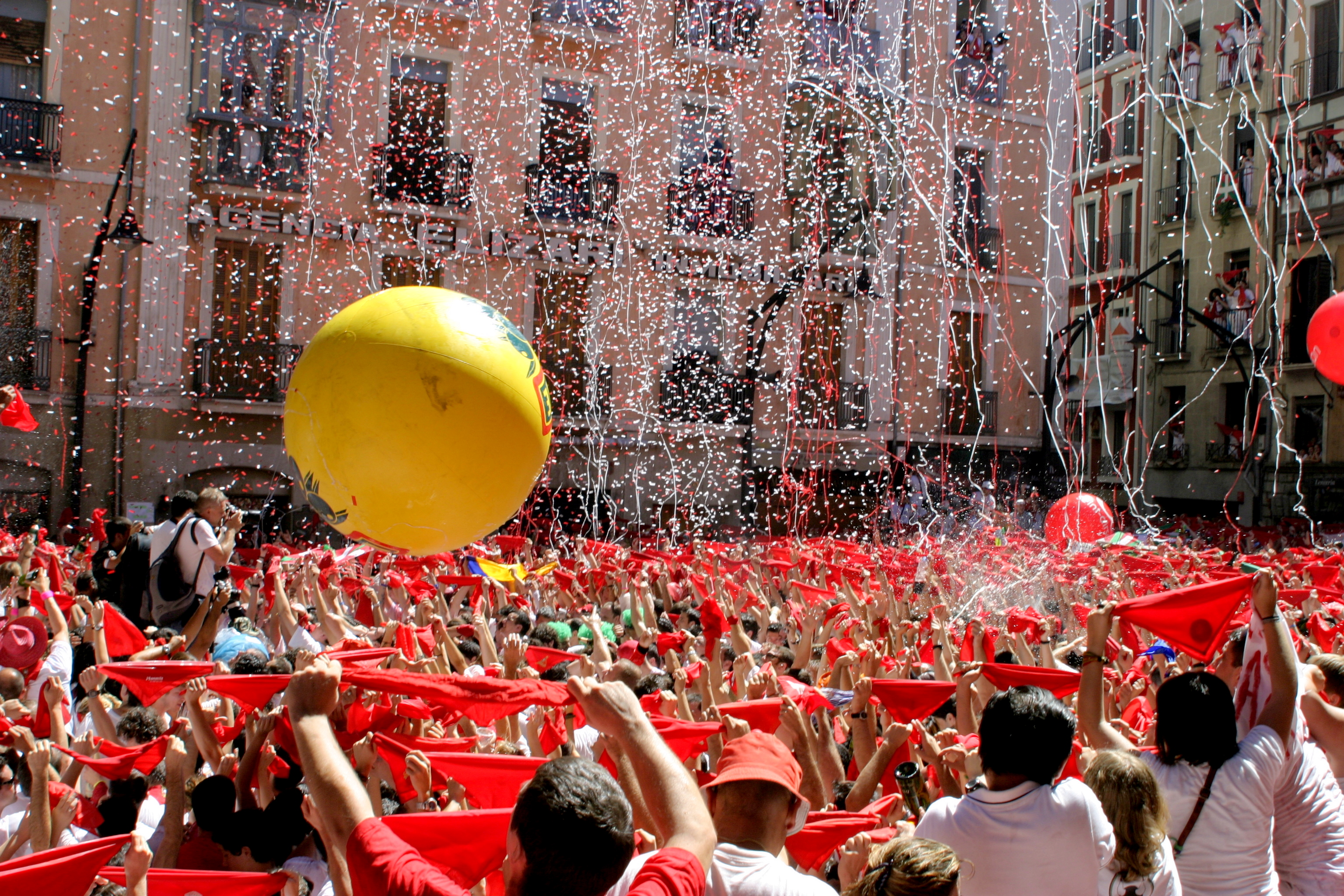
Chupinazo
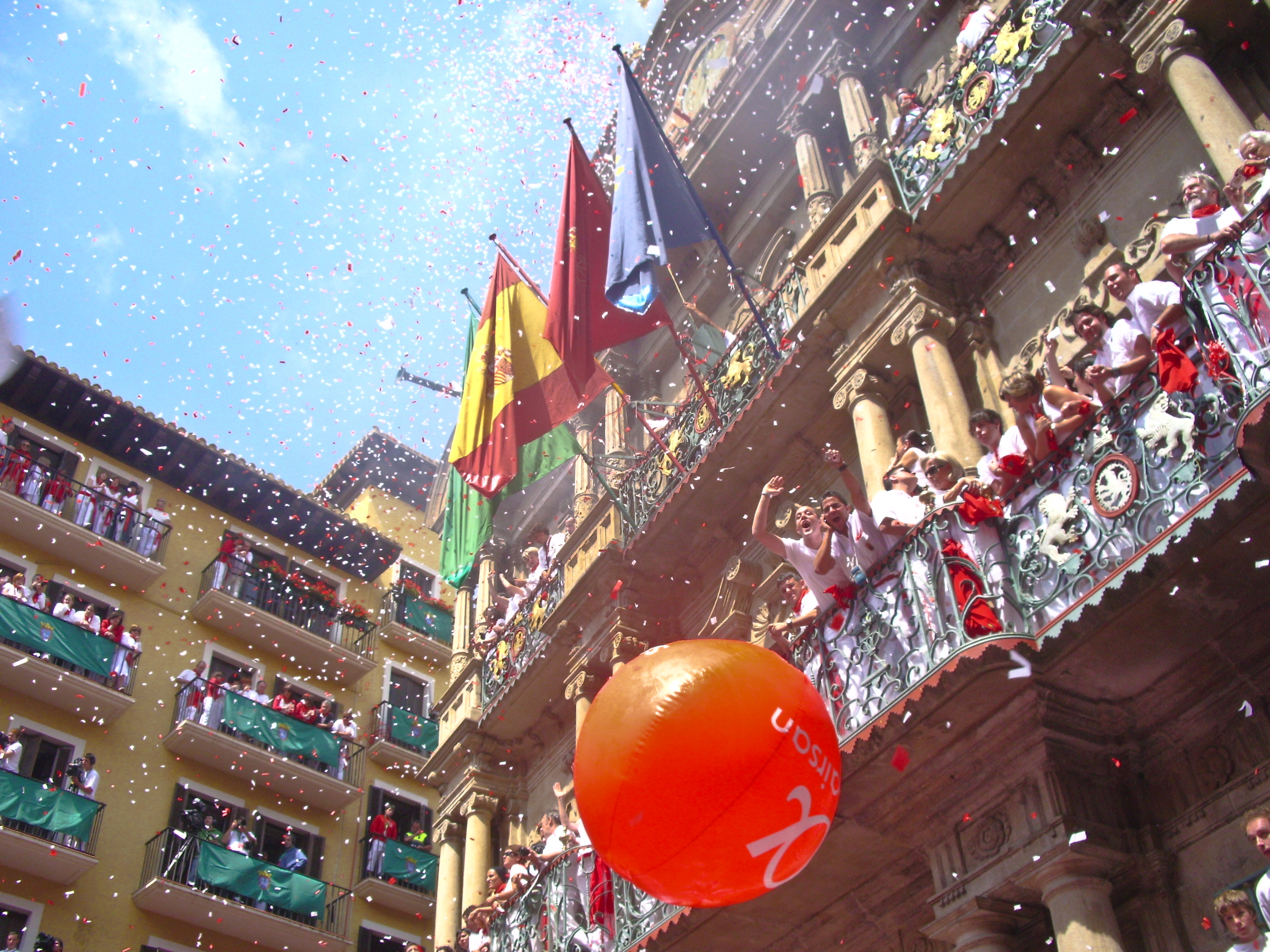
La casa consistorial durante el chupinazo
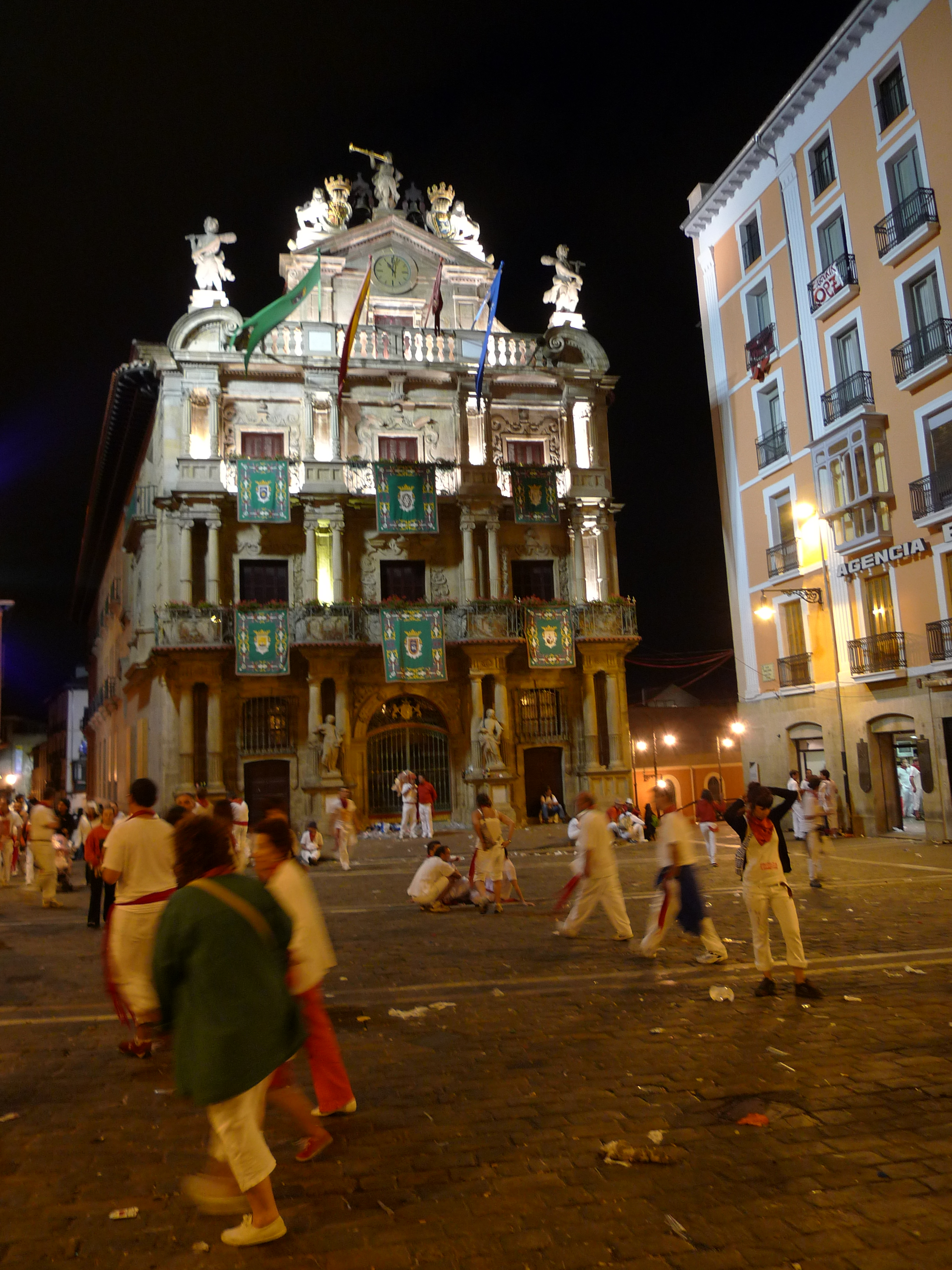
La plaza, de noche
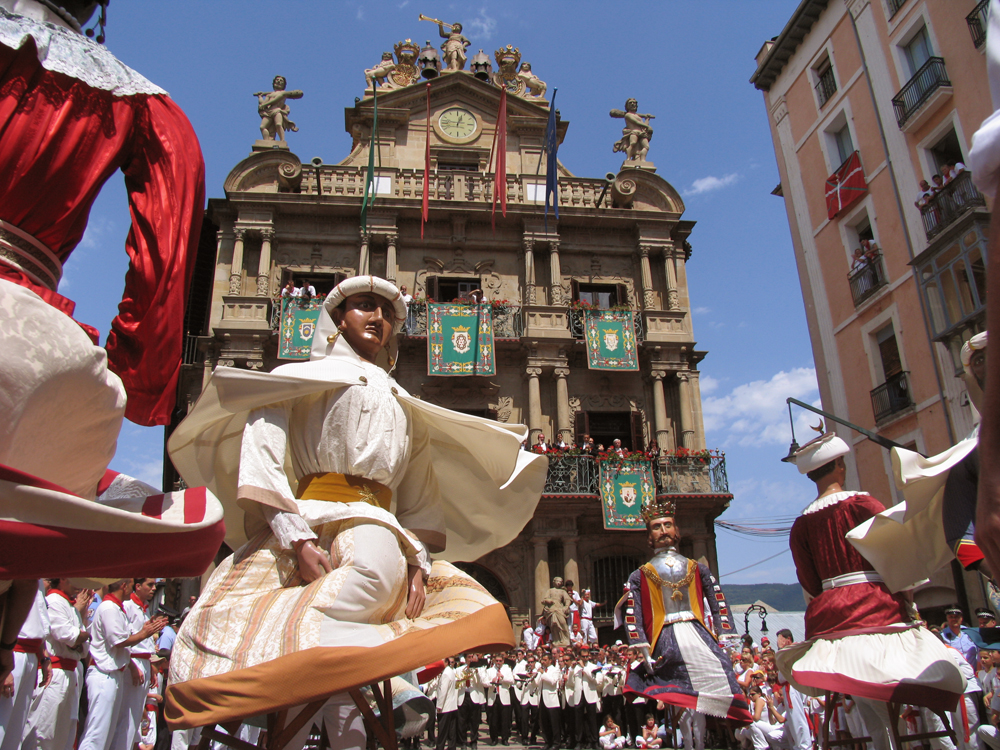
Gigantes